# Robert's Rules of Order
Robert's Rules of Order est un livre américain écrit par Henry Martyn Robert, donnant des règles de procédure des assemblées délibérantes, c’est-à-dire des règles et convenances nécessaires au bon déroulement d'une assemblée délibérante ou d'une réunion, et plus particulièrement de la procédure parlementaire.

## Histoire
Henry Martyn Robert (en) (1837-1923) était général de brigade dans l'armée américaine. En autodidacte brillant, il se chargea d'élaborer une synthèse des différentes règles de procédure parlementaire, en partie ceux de la Chambre des représentants des États-Unis. Il souhaitait alors rédiger quelque chose de bref, un ouvrage d'une cinquantaine de pages. Il se rendit très vite compte qu'il lui en fallait plus, et publia en 1876 la première version de son recueil, en 176 pages.
L'ouvrage de Robert connut un succès formidable, et beaucoup de ses lecteurs lui envoyèrent des lettres demandant des précisions au sujet de nombreux points de procédure restés obscurs. Robert améliora son livre plusieurs fois, et à sa mort, demanda à sa femme et à ses enfants de poursuivre son travail.
L'ouvrage en est aujourd'hui à sa onzième édition (publiée en 2011), et s'intitule Robert's Rules of Order Newly Revised, communément abrégé en RONR aux États-Unis. Il compte 643 pages, plus les tables et l'index. Beaucoup d'entreprises se réfèrent à ce texte si leurs règlements ne prévoient pas de ligne de conduite à propos d'un sujet.
Cet imposant ouvrage peut être abordé par le débutant au moyen d'une introduction plus légère, Robert's Rules of Order Newly Revised - In Brief. Bien qu'il existe de nombreuses exégèses de l'ouvrage (toutes en anglais), il s'agit de la seule officiellement reconnue par les descendants de l'auteur, puisque écrite par ces derniers.